# Paropsurus pellucidus
Paropsurus pellucidus är en kräftdjursart som först beskrevs av Frank Evers Beddard 1885.  Paropsurus pellucidus ingår i släktet Paropsurus och familjen Munnopsidae. Inga underarter finns listade i Catalogue of Life.